# 러시아 민족 우호 대학교
러시아 민족 우호 대학교(러시아어: Российский университет дружбы народов (РУДН - 루데엔))는 러시아 대학이다. 대학교의 연방 수준의 지위를 갖고 있다. 민족 우호 대학교는 1960년 2월 5일 소련 장관평의회의 결정으로 설립했다. 1992년 2월 5일 러시아 연방 정부의 결정으로 러시아 민족 우호 대학교로 개칭했다. 1961년 - 1992년에 민족 우호 대학교는 파트리스 루뭄바라는 이름을 지녔다. 대학교는 모스크바의 남서쪽(오브루쳅스키 미클루호마클라야 거리, 모스크바 지하철의 유고자파드나야 역, 벨랴예보 역과 콘코보 역)에 위치해 있다.

## 총장
- 1960년 - 1970년 : 세르게이 루먄체프(1913년 7월 18일 - 1990년);
- 1970년 - 1993년 : 블라디미르 스타니스(1924년 - 2003년);
- 1993년 - 1998년 : 블라디미르 필리포프 (1951년태어남);
- 1998년 - 2005년 : 드미트리 빌리빈 (1937년태어남, 2004년 - 2005년에 대학총장, 1998년 - 2004년에 대학총장시행의무);
- 2005년 - 드미트리 필리포프 (2005년 3월에 재차로 직위에 뽑혔다)

## 학부
- 농업학과 (Аграрный факультет)
- 엔지니어과 (Инженерный факультет)
- 의과 (Медицинский факультет)
- 수학물리학과(Факультет физико-математических и естественных наук)
- 인문학과(Факультет гуманитарных и социальных наук)
- 언어학과(Филологический факультет)
- 노어 및 일반교육연구학과(Факультет русского языка и общеобразовательных дисциплин)
- 생태학과(Экологический факультет)
- 경제학과(Экономический факультет)
- 법학과(Юридический факультет)

- 서비스 및 호텔관광 연구소(Институт гостиничного бизнеса и туризма)
- 국제프로그램 연구소(Институт международных программ)
- 외국어 연구소(Институт иностранных языков)
- 세계경제 및 비즈니스(국제비즈니스스쿨) 연구소 (Институт мировой экономики и бизнеса (Международная школа бизнеса))
- 교육 및 연구 인력 및 우주론 연구소(Учебно-научный институт гравитации и космологии)
- 바이오 메디컬 문제 연구소(Институт медико-биологических проблем)
- 직업 교육의 시스템 분석 및 관리 연구소(Институт системного анализа и управления в профессиональном образовании)

## 캠퍼스

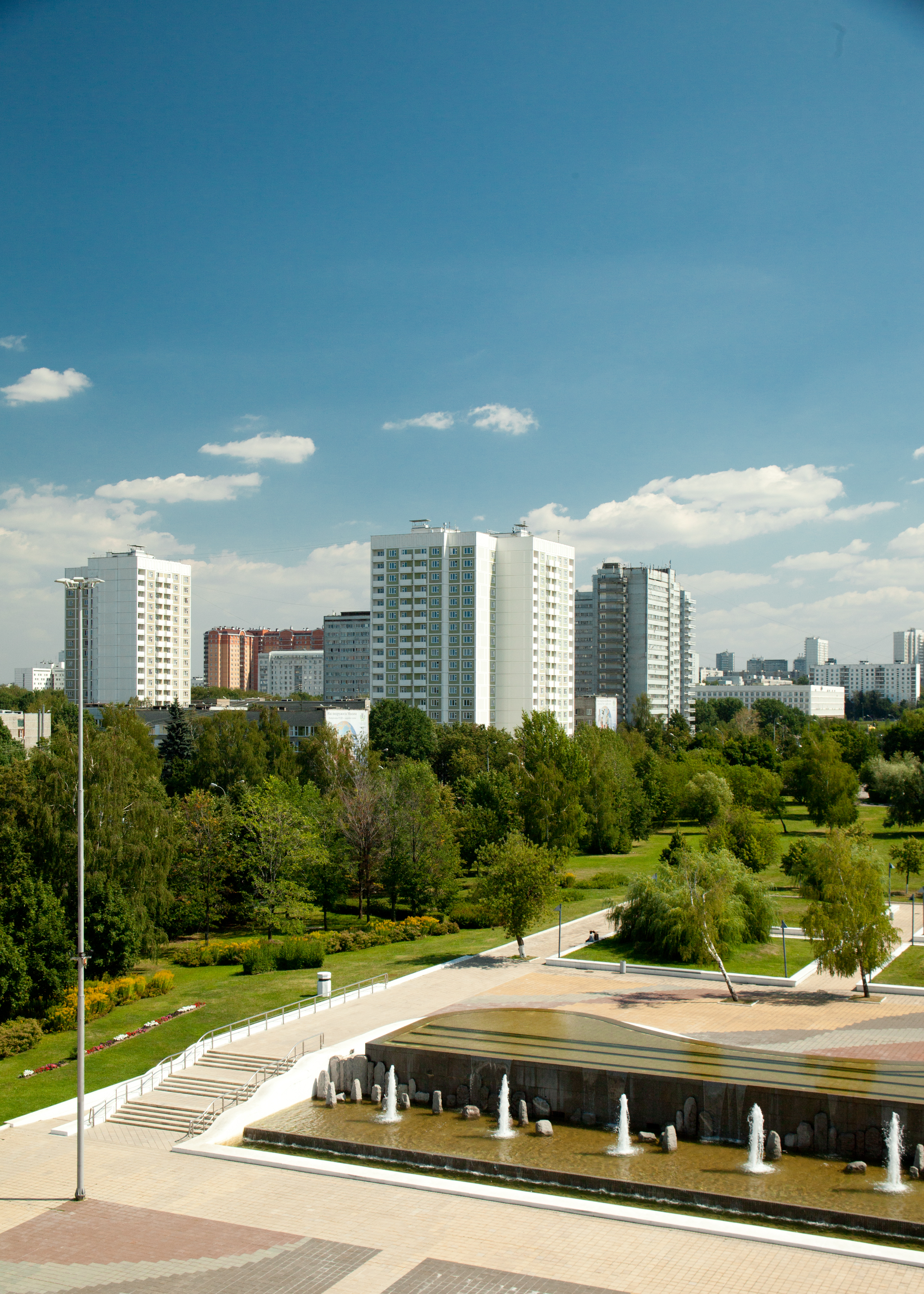
루덴 크레스트에서 바라본 전경

루데엔 캠퍼스는 모스크바 미클루호 마클라야 거리에 위치해 있다.
- 본관<<크레스트>> (행정사무실, 종합사무실, 식당, 법학과, 문학과, 경제학과, 국제경영학과)
- 농과대학
- 의과대학
- 예비학부건물
- 인문대학
- 공문서/기록 보관소
- 체육센터 (축구장 4, 야외 테니스장 6, 실내 테니스장 9 등)
- '25번'병원 및 루데엔 의료센터
- 국제문화센터<<인테르클룹>>
- 인터넷 카페
- 각 국의 음식점, 대학생 식당, 카페
- 각 기숙사마다 위치한 매점
- 교내 경찰서
- 엔지니어과, 수학물리학과 건물(오르조니키제 거리)
- 생태학과 건물(포돌스키소셰 거리)

2011년도에 모스크바 청소년 가족부에서 개최하는 '우리 대학생 집' 대상에서 루데엔 기숙사가 1등을 받았다. 기숙사에는 7천 명이 넘는 대학생들과 대학원생들이 지내고 있다.

## 같이 보기
- 국제레닌학교
- 동방노력자공산대학
- 모스크바 중산 대학